# Nyctemera consors
Nyctemera consors là một loài bướm đêm thuộc phân họ Arctiinae, họ Erebidae.